# Kentarō Gunji
Kentarō Gunji (japanisch 郡司 健太朗 Gunji Kentarō; * 6. Juli 1992 in der Präfektur Chiba) ist ein ehemaliger japanischer Fußballspieler.

## Karriere
Gunji erlernte das Fußballspielen in der Schulmannschaft der Kashima Gakuen High School und der Universitätsmannschaft der Kanagawa-Universität. Seinen ersten Vertrag unterschrieb er 2015 bei YSCC Yokohama. Der Verein spielte in der dritthöchsten Liga des Landes, der J3 League. Für den Verein absolvierte er sechs Ligaspiele. Ende 2016 beendete er seine Karriere als Fußballspieler.